# エールリッヒ試薬
エールリッヒ試薬（エールリッヒしやく、エーリッヒ試薬、エールリヒ試薬、英: Ehrlich's reagent）は、アルカロイドを仮同定するための単純なスポットテストに用いられる試薬である。2.0 gのp-ジメチルアミノベンズアルデヒド (DMAB) を50 mLの95%エタノールと50 mLの濃塩酸に溶解することで調製される。調製仕立てのものを使用するのがよい。
Ehrlich試薬は、特にインドール構造を持つ化合物に対して特異的で、トリプトファンなどのアミノ酸が含まれるタンパク質の定性反応として広く用いられている。このEhrlich反応の原理は、Ehrlich試薬であるp-ジメチルアミノベンズアルデヒドがインドール構造を持つ化合物と反応して色を発することに基づいている。
インドールを同定するために主に用いられ、LSDやシロシビンのような向精神インドールを含有する薬物の試験のための消費者用キットを購入することができる。
エールリッヒ試薬と似た、その他のインドール試験には以下のものがある。
ファン・ウルク試薬
DMAB、硫酸、酸化剤を用いる。
レンツ・レーブ試薬
0.117 g p-ジメチルアミノシンナムアルデヒド、39 mL エタノール、5 mL 濃塩酸を用い、50 mLの水で希釈する。
「改良幻覚剤試薬」
5 g DMAB、100 mL 濃リン酸（比重 1.75）、100 mL メタノール